# Asia Kate Dillon

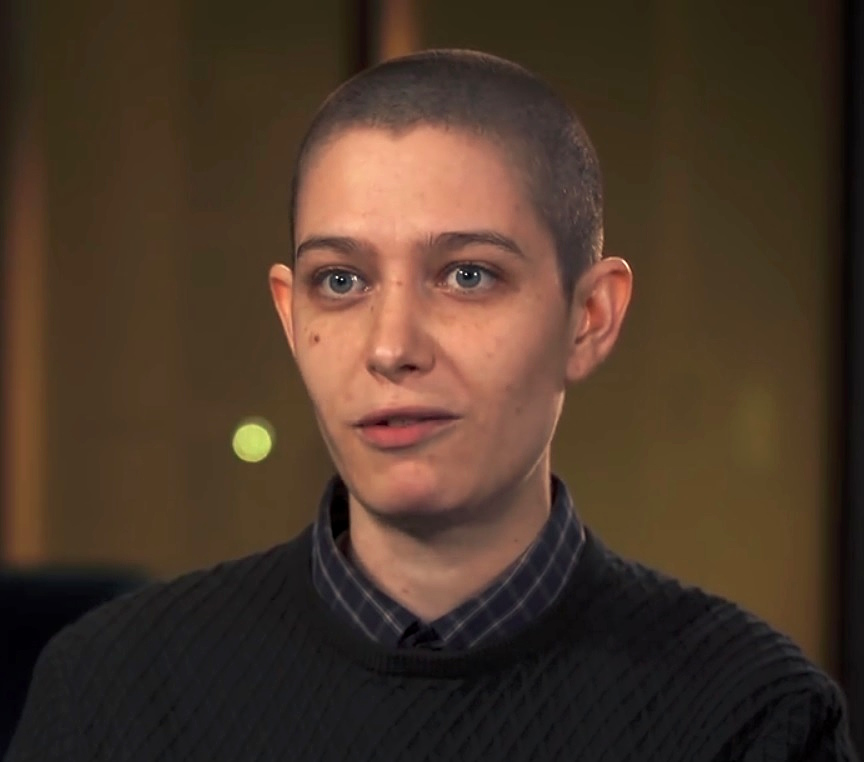
Asia Kate Dillon (2017)

Asia Kate Dillon (* 15. November 1984 in Ithaca, New York) ist ein US-amerikanischer, sich als nichtbinär verstehender Schauspieler. Dillon wurde vor allem durch die Rollen als Brandy Epps in Orange Is the New Black (ab 2013) und als Taylor Mason in Billions (ab 2016) bekannt.

## Leben und Karriere
Dillon wurde weiblich geboren. Dillon versteht sich als weder weiblichen noch männlichen Geschlechts, sondern als nichtbinär und beansprucht, in geschlechtsneutraler Weise mit dem singularen Fürwort they bezeichnet zu werden (im Deutschen "xier"). Auch einige Journalisten nutzen diese Art der Formulierung in der Berichterstattung über Dillon.
Dillons Figur in Billions wurde 2017 als erste nichtbinäre Hauptrolle im nordamerikanischen Fernsehen gewürdigt und 2018 beim Critics’ Choice Television Award als Best Supporting Actor in a Drama Series nominiert („bester Nebendarsteller in einer Dramaserie“). Im US-amerikanischen Actionfilm John Wick: Kapitel 3 – Parabellum spielte Dillon 2019 eine Schiedsrichterin.

## Filmografie
- 2016 – 2017: Orange Is the New Black (Fernsehserie, 19 Folgen)
- 2017 – 2023: Billions (Fernsehserie, 71 Folgen)
- 2019: John Wick: Kapitel 3
- 2025: Outerlands